# Урас (озеро)
Урас — озеро на территории Онежского района Архангельской области.

## Общие сведения
Площадь озера — 3 км², площадь водосборного бассейна — 11,6 км². Располагается на высоте 188,6 метров над уровнем моря.
Форма озера продолговатая: вытянуто с севера на юг. Берега каменисто-песчаные, преимущественно заболоченные.
Озеро соединяется протокой с Кеброрекой, которая, протекая через озеро Пустое, меняет своё название на Чобу, после чего втекает с левого берега в реку Нюхчу, впадающую в Онежскую губу Белого моря (Поморский берег).
По центру озера расположен один небольшой по площади остров без названия.
Код объекта в государственном водном реестре — 02020001411102000009179.